# Saint-Roman (Drôme)
Saint-Roman is een gemeente in het Franse departement Drôme (regio Auvergne-Rhône-Alpes) en telt 136 inwoners (1999). De plaats maakt deel uit van het arrondissement Die.

## Geografie
De oppervlakte van Saint-Roman bedraagt 7,0 km², de bevolkingsdichtheid is 19,4 inwoners per km².

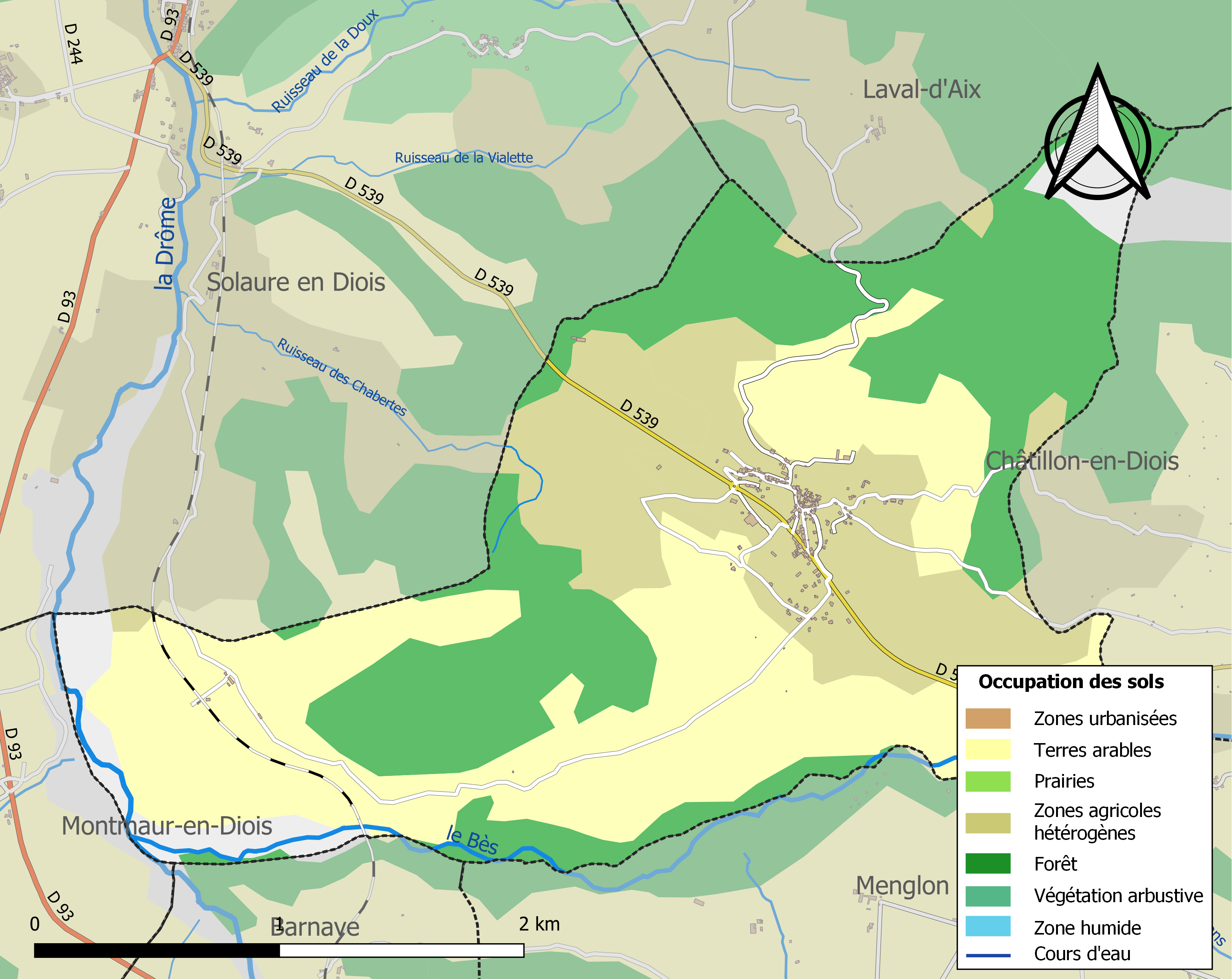
Kaart van de gemeente met belangrijkste infrastructuur, bodemgebruik en omliggende gemeenten

## Demografie
Onderstaande figuur toont het verloop van het inwonertal (bron: INSEE-tellingen).